# Karen Avetovič Ter-Martirosjan
Karen Avetovič (Avetikovič) Ter-Martirosjan (rusko Каре́н Аве́тович (Аве́тикович) Тер-Мартирося́н), ruski fizik armenskega porekla, * 28. september 1922,  Tbilisi, Sovjetska zveza (sedaj Gruzija), † 19. november 2005, Moskva.
Ter-Martirosjan je najbolj znan po svojem delu s področja kvantne mehanike in kvantne teorije polja. Napisal je več kot 250 člankov.

## Življenje in delo
Diplomiral je leta 1943 na Državni univerzi v Tbilisiju. Dve leti je poučeval na tbilisijskem želežničarskem inštitutu. Doktroriral je na Joffejevem fizikalno-tehniškem inštitutu v tedanjem Leningradu pod Frenklovim mentorstvom. Tu je od leta 1949 do 1955 delal na teoretičnem oddelku. Nato je odšel na Inštitut za teoretično in eksperimentalno fiziko v Moskvo, kjer je ustanovil stolico za fiziko osnovnih delcev Moskovskega fizikalno-tehniškega inštituta in Laboratorij za hadronsko fiziko.
Bil je Landauov študent in tesni Pomerančukov sodelavec. Med njegovimi študenti so bili: Gribov, Anselm, Poljakov, Migdal, Zamolodčikov in Kajdalov.

## Priznanja
Leta 2000 so ga izvolili za člana Ruske akademije znanosti.

### Nagrade
Leta 1999 je skupaj z Venezianom prejel Pomerančukovo nagrado.